# Tele 5 (Germania)
Tele 5 è una rete televisiva tematica tedesca. Nella sua prima incarnazione, alla fine degli anni ottanta, era uno dei canali televisivi stranieri posseduti dalla società italiana Fininvest. È stata successivamente rifondata dal gruppo Tele München.

## Storia del canale
Tele 5 inizia le proprie trasmissioni l'11 gennaio 1988 sulle frequenze del canale musicale Musicbox, nato nel 1984 e rilevato tre anni dopo da Fininvest, Tele München Gruppe e Leo Kirch.
Le trasmissioni vengono interrotte dopo soli quattro anni, il 31 dicembre 1992, in seguito ad una crisi iniziata l'anno precedente. Le frequenze passano quindi al canale sportivo DSF (oggi Sport 1).
Tuttavia, dal 29 aprile 2002, Tele 5 riprende le proprie trasmissioni via cavo e satellite, dopo essere stata rifondata da azionisti di Tele München Gruppe.
Il 3 luglio 2020, Discovery Deutschland annuncia l'acquisizione del canale da Leonine, che sarà approvata dall'antitrust tedesca il successivo 1º settembre.

## Loghi di Tele 5

1988 - 1990 (da notare la somiglianza con quello di Canale 5, La Cinq e Telecinco)
1990 - 1992
1992 - 2002
2002 - 2006
2006 - 8 gennaio 2010
8 gennaio 2010 - 17 maggio 2017
17 maggio 2017 - 26 aprile 2019
26 aprile 2019 - 30 settembre 2021
In uso dal 1º ottobre 2021